# К-1М
«К-1М» — український односекційний трамвайний вагон, призначений для ширококолійних трамвайних систем, що з 2012 року виробляється підприємством «Татра-Юг» (головний офіс в м. Одеса) на виробничих площах ДП Виробниче об'єднання «Південний машинобудівний завод ім. О. М. Макарова» в Дніпропетровську. К-1М є розвитком моделі К-1 і майже у всьому є його копією, окрім того, що має низькопідлогову вставку посередині вагону. Це дає можливість створити комфортні умови висадки-посадки для пасажирів з дітьми та пасажирів з обмеженими фізичними можливостями. Співвідношення низької підлоги — 36 %.

## Оператори
Станом на лютий 2016 року трамвайним підприємствам України було передано 10 вагонів моделі К-1М.

## Експлуатація

### Київ
У вересні-жовтні 2012 року до трамвайного депо ім. Шевченка надійшли 3 перші вагони цієї моделі. Трамваї отримали номери 341-343. Того ж року вони почали експлуатуватися на швидкісних маршрутах № 1 та № 3, зчеплені з вагонами К-1 (схема К-1М+К-1).
У грудні 2015 року підприємство домоглося дозволу реалізувати зі свого складу 5 готових трамваїв К-1М. Вони надійшли у Дарницьке депо, де стали першим поповненням з 2012 року. 22 грудня надійшли вагони № 351 та № 352, 23 грудня № 353, 24 грудня № 354 та № 355. Після випробувань з середини січня 2016 року ці трамваї вийшли на маршрути № 23, № 8 та № 28.
15 січня 2016 року з вагонів № 351 та № 352 було сформоване перше в історії зчеплення з вагонів К-1М та перше у депо зчеплення з вагонів новіших 1994 року та напівнизькопідлогових вагонів. Потяг працював на маршруті № 28, однак 19 січня 2016 року з ним трапився випадок — у одного з вагонів було каменем розбито скло. Після цього пошкоджений вагон залишився в депо на ремонті. В цей час другий вагон декілька разів виходив на маршрут один. 16 лютого 2016 року дане зчеплення вагонів знову вийшло на маршрут № 28, але перейшов на маршрут № 28. Інші вагони К-1М в Києві наразі працюють поодинці.

### Одеса
У місті до появи К-1М напівнизькопідлогових вагонів не було жодного. У жовтні 2015 року був замовлений один вагон К-1М, що прибув до депо 18 грудня 2015 року. Він отримав № 7012. Після випробувань 14 січня 2016 року перший вагон з низькопідлоговою вставкою вийшов на маршрут № 28, однак через кілька днів він був переданий на маршрут № 5, як і інші нові вагони.

### Маріуполь
У листопаді 2015 року Маріуполь замовив один вагон К-1М. Однак 20 грудня 2015 року до депо надійшов один вагон К-1 з високою підлогою, що суперечило тендерній вимозі. На початку 2016 року після скандалу вагон забрали, а 6 лютого 2016 року на заміну прибув К-1М. Він отримав № 308.